# Танагра жовточерева
Тана́гра жовточерева (Ixothraupis xanthogastra) — вид горобцеподібних птахів родини саякових (Thraupidae). Мешкає в Амазонії і на Гвіанському нагір'ї.

## Підвиди
Виділяють два підвиди:
- I. x. xanthogastra (Cabanis, 1851) — від східної Колумбії і південної Венесуели до північної Болівії;
- I. x. phelpsi (Todd, 1912) — південно-східна Венесуела, північна Бразилія і західна Гаяна.

## Поширення і екологія
Жовточереві танагри мешкають в Колумбії, Венесуелі, Бразилії, Гаяні, Еквадорі, Перу і Болівії. Вони живуть в кронах вологих рівнинних і гірських тропічних лісів та на узліссях. Зустрічаються переважно на висоті до 1350 м над рівнем моря, у Венесуелі місцями на висоті до 1800 м над рівнем моря. Живляться ягодами і плодами, а також дрібними комахами.

## Інше
Жовточерева танагра зображена на поштовій марці Венесуели 1998 року випуску.